# 麥克·朗

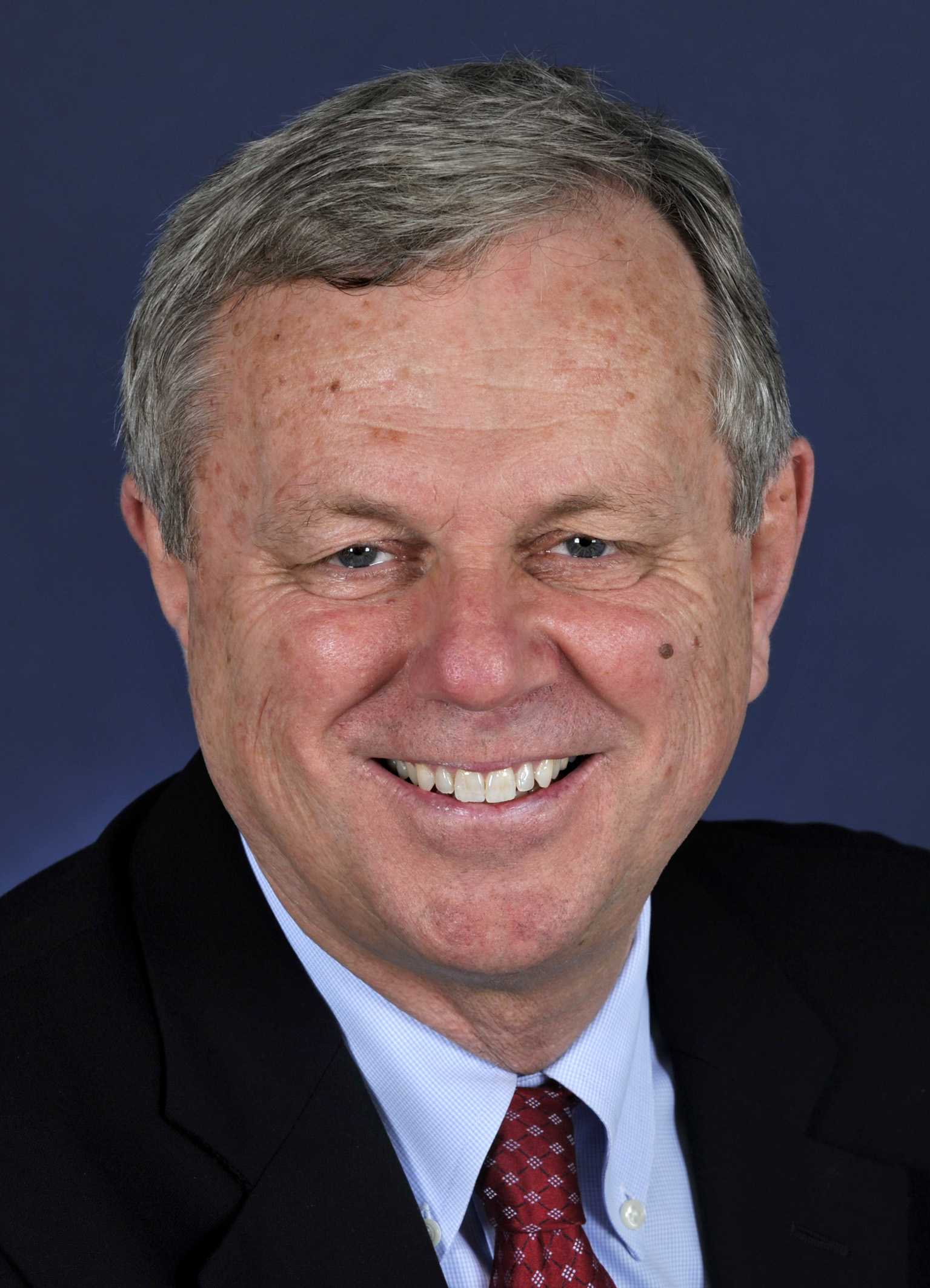

麥克·朗（Mike Rann，1953年1月5日—）是澳大利亞的一位政治人物，黨籍是工黨。他在2002年至2011年期間擔任南澳大利亞州州長。朗現在是一位外交官，於2014至2016年出任澳大利亞駐義大利、阿爾巴尼亞、利比亞、聖馬力諾大使。

## 外部連結
- MikeRann.net official website
- Parliamentary Profile: SA Parliament website（页面存档备份，存于）
- Mike Rann (official) on Twitter（页面存档备份，存于）